# Sibubuhan
Sibubuhan är en distriktshuvudort i Indonesien.   Den ligger i provinsen Sumatera Utara, i den västra delen av landet, 1 100 km nordväst om huvudstaden Jakarta. Sibubuhan ligger 153 meter över havet och antalet invånare är 18 705.
Terrängen runt Sibubuhan är varierad. Runt Sibubuhan är det ganska tätbefolkat, med 93 invånare per kvadratkilometer. Det finns inga andra samhällen i närheten. Omgivningarna runt Sibubuhan är en mosaik av jordbruksmark och naturlig växtlighet.